# Émilie Simon à l'Olympia
Émilie Simon à l'Olympia, eller bara l'Olympia, är ett livealbum och DVD med den franska artisten Émilie Simon, utgiven 2007 och inspelad under ett framträdande på l'Olympia i Paris den 19 september 2006. DVD-utgåvan innehåller även extramaterial i form av en kort dokumentär om hur skivan gjordes, ett kort klipp med Émilie Simon i Japan samt tre musikvideor.
Albumet nådde som högst plats 117 på den franska albumlistan.

## Låtlista
Alla låtar är skrivna av Émilie Simon där inget annat anges.

### CD
1. "Dame de Lotus" - 4:06
2. "Fleur de Saison" - 4:13
3. "Rose Hybride de Thé" - 3:54
4. "In the Lake" - 4:07
5. "Sweet Blossom" - 4:04
6. "Swimming" - 6:47
7. "Opium" - 3:26
8. "Le Vieil Amant" - 5:36
9. "Ice Girl" - 3:13
10. "I Wanna Be Your Dog" (The Stooges-cover) - 5:10
11. "Song of the Storm" - 3:29
12. "Never Fall in Love" - 2:59
13. "Désert" - 3:29
14. "Alicia" - 4:04
15. "En Cendres" - 4:55
16. "My Old Friend" - 5:58
17. "Graines D’Étoiles" - 3:34
18. "Flowers" - 2:25
19. "Come as You Are" (Nirvana-cover) - 3:39

Bonuslåtar
1. "Annie" - 4:40
2. "All Is White" - 4:23

### DVD
Live vid l'Olympia
1. [Intro]
2. "Dame de Lotus"
3. "Fleur de Saison"
4. "Rose Hybride de Thé"
5. "In the Lake"
6. "Sweet Blossom"
7. "Swimming"
8. "Opium"
9. "Le Vieil Amant"
10. "Ice Girl"
11. "I Wanna Be Your Dog" (The Stooges-cover)
12. "Song of the Storm"
13. "Never Fall in Love"
14. "Désert"
15. "Alicia"
16. "En Cendres"
17. "My Old Friend"
18. "Graines D’Étoiles"
19. "Flowers"
20. "Come as You Are" (Nirvana-cover)

Extramaterial
- Making of Olympia - Émilie Simon "Behind the Scene"
- Japanese Memory (regisserad av Émilie Simon)
- Musikvideo - Désert (regisserad av Philipe André)
- Musikvideo - Flowers (regisserad av nObrain)
- Musikvideo - Fleur de Saison (regisserad av nObrain)

## Listplaceringar
| Lista (2007) | Topplacering |
| ------------ | ------------ |
| Frankrike    | 117          |